# Чемпионат России по муайтай 2025
Чемпионат России по Муайтай (Тайскому боксу) 2025 года среди мужчин и женщин (17 — 40 лет) проходил с 17 по 22 февраля во дворце игровых видов спорта (ДИВС) в Екатеринбурге. В командном зачёте победу одержала сборная команды Кемеровской области.

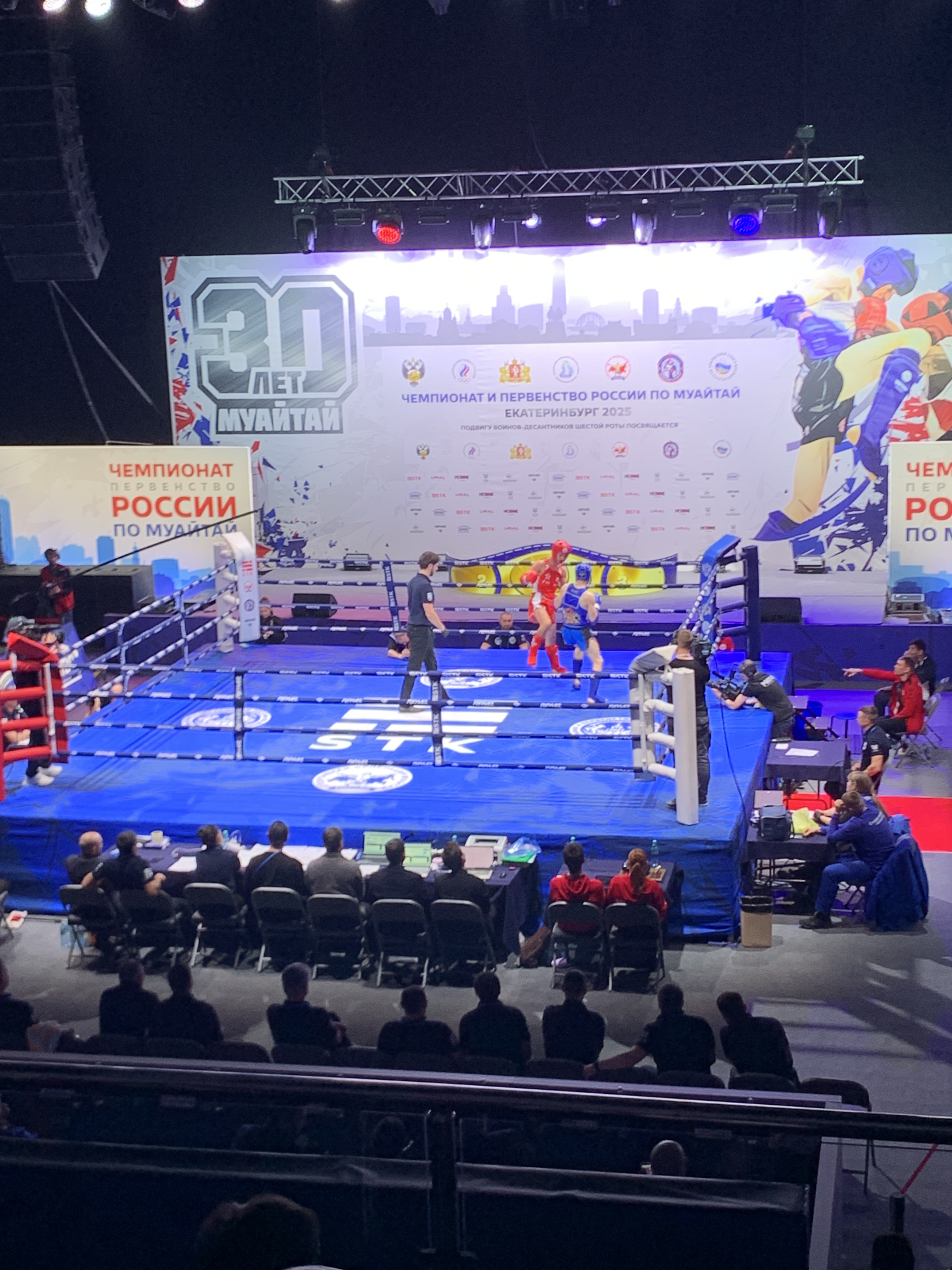
Бой между двумя участниками чемпионата.

## Медальный зачет[2]
| Место           | Страна                                   | Золото | Серебро | Бронза | Всего |
| --------------- | ---------------------------------------- | ------ | ------- | ------ | ----- |
| 1               | Кемеровская область                      | 6      | 4       | 8      | 18    |
| 2               | Дагестан                                 | 6      | 2       | 6      | 14    |
| 3               | Москва                                   | 4      | 4       | 4      | 12    |
| 4               | Нижегородская область                    | 3      | 1       | 0      | 4     |
| 5               | Краснодарский край                       | 1      | 1       | 3      | 5     |
| 6               | Калининградская область                  | 1      | 1       | 0      | 2     |
| 7               | Ленинградская область                    | 1      | 0       | 2      | 3     |
| 8               | Ханты-Мансийский автономный округ — Югра | 1      | 0       | 0      | 1     |
| 9               | Пермский край                            | 0      | 3       | 1      | 4     |
| 10              | Иркутская область                        | 0      | 2       | 0      | 2     |
| 10              | Санкт-Петербург                          | 0      | 2       | 0      | 2     |
| 12              | Челябинская область                      | 0      | 1       | 4      | 5     |
| 13              | Новосибирская область                    | 0      | 1       | 1      | 2     |
| 14              | Рязанская область                        | 0      | 1       | 0      | 1     |
| 15              | Красноярский край                        | 0      | 0       | 3      | 3     |
| 16              | ДНР                                      | 0      | 0       | 1      | 1     |
| 16              | Крым                                     | 0      | 0       | 1      | 1     |
| 16              | Московская область                       | 0      | 0       | 1      | 1     |
| 16              | Омская область                           | 0      | 0       | 1      | 1     |
| 16              | Республика Алтай                         | 0      | 0       | 1      | 1     |
| 16              | Свердловская область                     | 0      | 0       | 1      | 1     |
| 16              | Тульская область                         | 0      | 0       | 1      | 1     |
| 16              | Ульяновская область                      | 0      | 0       | 1      | 1     |
| Всего стран: 23 | Всего стран: 23                          | 23     | 23      | 40     | 86    |

## Медалисты[2]

### Мужчины
| Весовая категория | Золото                                  | Серебро                                    | Бронза                                                                       |
| ----------------- | --------------------------------------- | ------------------------------------------ | ---------------------------------------------------------------------------- |
| до 48 кг          | Данила Ракицкий · Кемеровская область   | Амурлен Тугуров · Кемеровская область      | Абдурахман Амагомедов · Дагестан                                             |
| до 51 кг          | Алим Хасбулатов · Дагестан              | Ренат Сулейманов · Иркутская область       | Кирилл Чижик · Краснодарский край Артур Майер · Кемеровская область          |
| до 54 кг          | Евгений Пономарёв · Кемеровская область | Салават Исаев · Кемеровская область        | Овсеп Асланян · Новосибирская область Константин Васёв · Алтайский край      |
| до 57 кг          | Егор Бикрев · Кемеровская область       | Холмурод Рахимов · Кемеровская область     | Василий Астанин · Красноярский край Артём Иващенко · Крым                    |
| до 60 кг          | Даллер Шрайнер · Кемеровская область    | Александр Абрамов · Кемеровская область    | Мажид Темаев · Дагестан Нараян Дивакаран · ДНР                               |
| до 63,5 кг        | Рустам Юнусов · Москва                  | Лев Попов · Пермский край                  | Ратмир Исмаилов · Дагестан Эрсултан Сайфутдинов · Кемеровская область        |
| до 67 кг          | Асхаб Ахмедов · Дагестан                | Савелий Дорогавцев · Новосибирская область | Махмуд Мирзабеков · Дагестан Леонид Костин · Кемеровская область             |
| до 71 кг          | Гусейн Алиев · Дагестан                 | Константин Шахтарин · Пермский край        | Данил Моргачёв · Кемеровская область Владимир Тулаев · Москва                |
| до 75 кг          | Никита Максимец · Нижегородская область | Дмитрий Чангелия · Санкт-Петербург         | Мухаммад Мурадисов · Дагестан Григорий Уюсов · Кемеровская область           |
| до 81 кг          | Телаакай Магомедов · Дагестан           | Кирилл Грибов · Нижегородская область      | Максим Мусоев · Кемеровская область Сергей Рудецкий · Москва                 |
| до 86 кг          | Али Алиев · Дагестан                    | Владислав Пеньков · Москва                 | Никита Белов · Красноярский край Яхья Ибрагимов · Дагестан                   |
| до 91 кг          | Салимсолтан Аминов · Дагестан           | Гаджи Меджидов · Дагестан                  | Михаил Костицин · Пермский край Алексей Кошелев · Москва                     |
| свыше 91 кг       | Дмитрий Васенёв · Нижегородская область | Мухаммад Герейханов · Дагестан             | Игорь Загайнов · Свердловская область Дмитрий Коненков · Ульяновская область |

### Женщины[2]
| Весовая категория | Золото                                                     | Серебро                                       | Бронза                                                                    |
| ----------------- | ---------------------------------------------------------- | --------------------------------------------- | ------------------------------------------------------------------------- |
| до 45 кг          | Елизавета Заварзина · Кемеровская область                  | Анастасия Колосова · Челябинская область      | Софья Шумайлова · Краснодарский край Вера Негодина · Челябинская область  |
| до 48 кг          | Ольга Наумкина · Ленинградская область                     | Галина Мальцева · Приморский край             | Белла Дурандина · Омская область Дарья Ганзвинд · Кемеровская область     |
| до 51 кг          | Валерия Ишечкина · Москва                                  | Кристина Туманова · Москва                    | Карина Салимова · Челябинская область Алина Рощик · Ленинградская область |
| до 54 кг          | Анна Сафеева · Москва                                      | Мария Юшваева · Москва                        | Анна Приходько · Московская область Алина Гиясова · Тульская область      |
| до 57 кг          | Амина Бекметова · Краснодарский край                       | София Саруханян · Москва                      | Юлия Шевцова · Краснодарский край Дарья Видягина · Кемеровская область    |
| до 60 кг          | Мария Климова · Москва                                     | Марина Беспалова · Санкт-Петербург            |                                                                           |
| до 63,5 кг        | Татьяна Соина · Калининградская область                    | Александра Зайцева · Рязанская область        | Анастасия Борисова · Москва Елизавета Хрестинина · Красноярский край      |
| до 67 кг          | Екатерина Бежан · Ханты-Мансийский автономный округ — Югра | Анастасия Непианиди · Калининградская область | Анна Нестерова · Челябинская область Юлия Шохина · Ленинградская область  |
| до 71 кг          | Любовь Кузнецова · Нижегородская область                   | Тамара Тимофеева · Иркутская область          | Александра Булдакова · Челябинская область                                |
| до 75 кг          | Христина Тихонова · Кемеровская область                    | Елизавета Карартынян · Краснодарский край     |                                                                           |